# Челтер-Коба
Монастырь Святого Феодора Стратилата (пещерный монастырь «Ай-Тодор», укр. Челтер-Коба, Чільтер-Коба, крымскотат. Çilter Qoba, Чильтер Къоба) — мужской монастырь Симферопольской епархии Русской православной церкви, расположенный в Бахчисарайском районе в долине реки Бельбек, на расстоянии одного километра от села Большое Садовое. Один из пещерных монастырей Крыма.

## История
Монастырь был основан предположительно в XIII—XIV веках (по другим данным — в VIII—IX веках) на северных рубежах княжества Феодоро, возле Сюйреньской крепости. Главный храм монастыря посвящён великомученику Феодору Стратилату. Разрушен в 1475 году, когда турки вторглись в Крым и захватили Феодоро.
С начала 2000-х годов ведутся восстановительные работы. Возобновлены богослужения в главном храме, восстановлены часть келий и звонница.
С октября 2015 года пещерный монастырь является объектом культурного наследия федерального значения.

## Архитектура
Комплекс монастыря состоит из пещерного главного храма, келий и трапезной, соединённых между собой прорубленными в скальном монолите тропами. На юг от монастырского комплекса находится источник, расположенный в начале балки Хор-хор.
В монастыре насчитывается более 50 пещер, расположенных в четыре яруса.

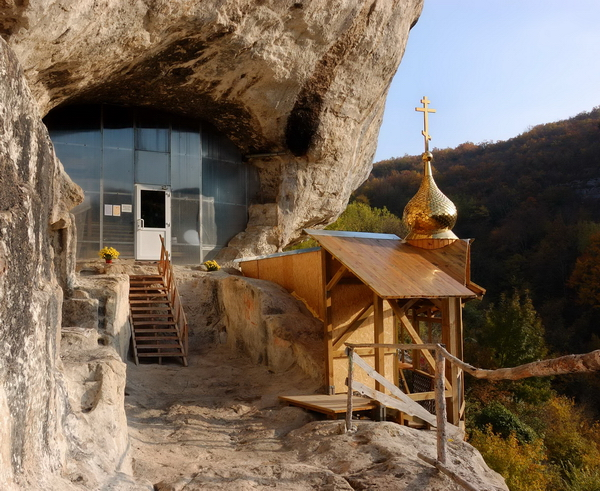
Главный храм монастыря
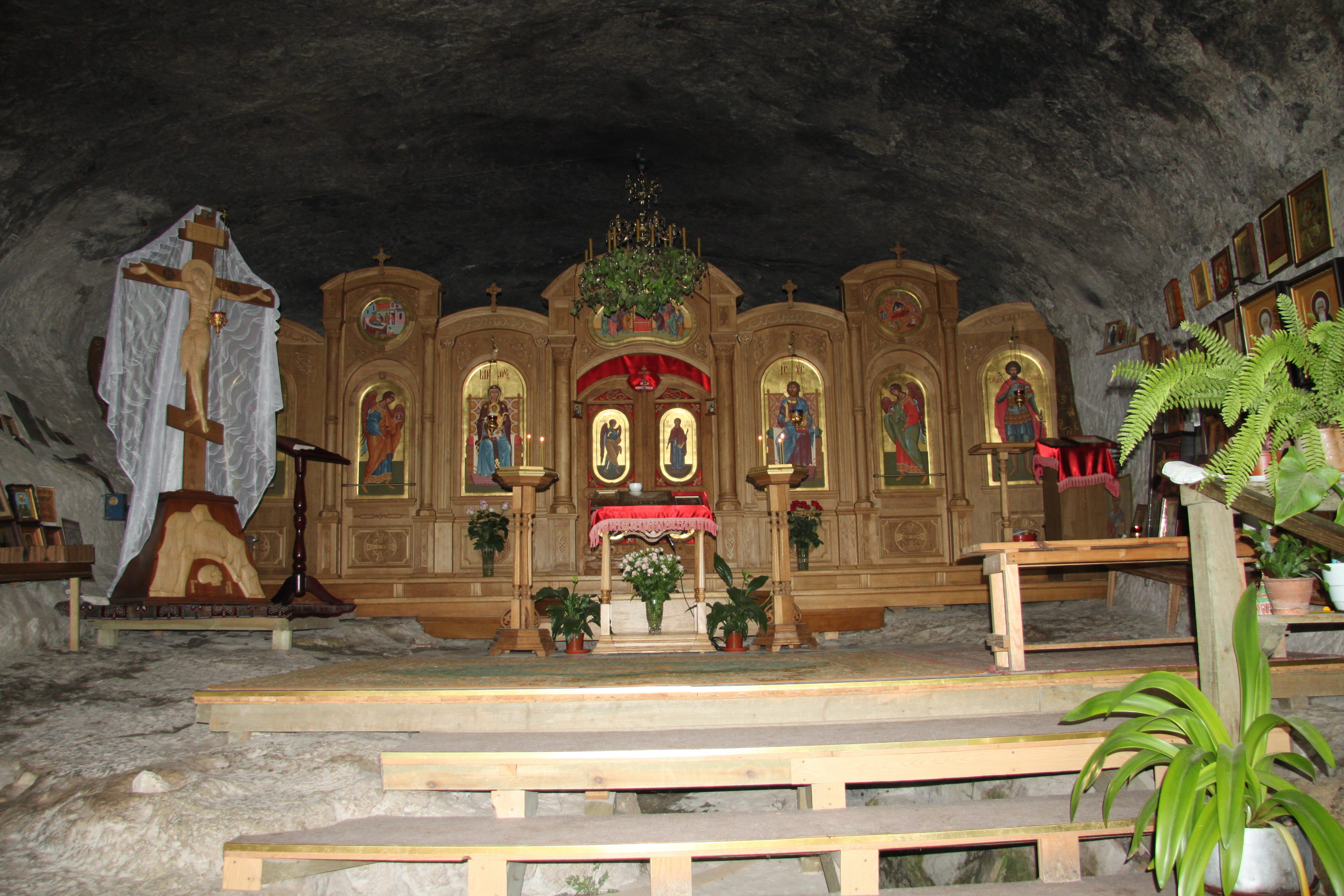
Алтарь храма
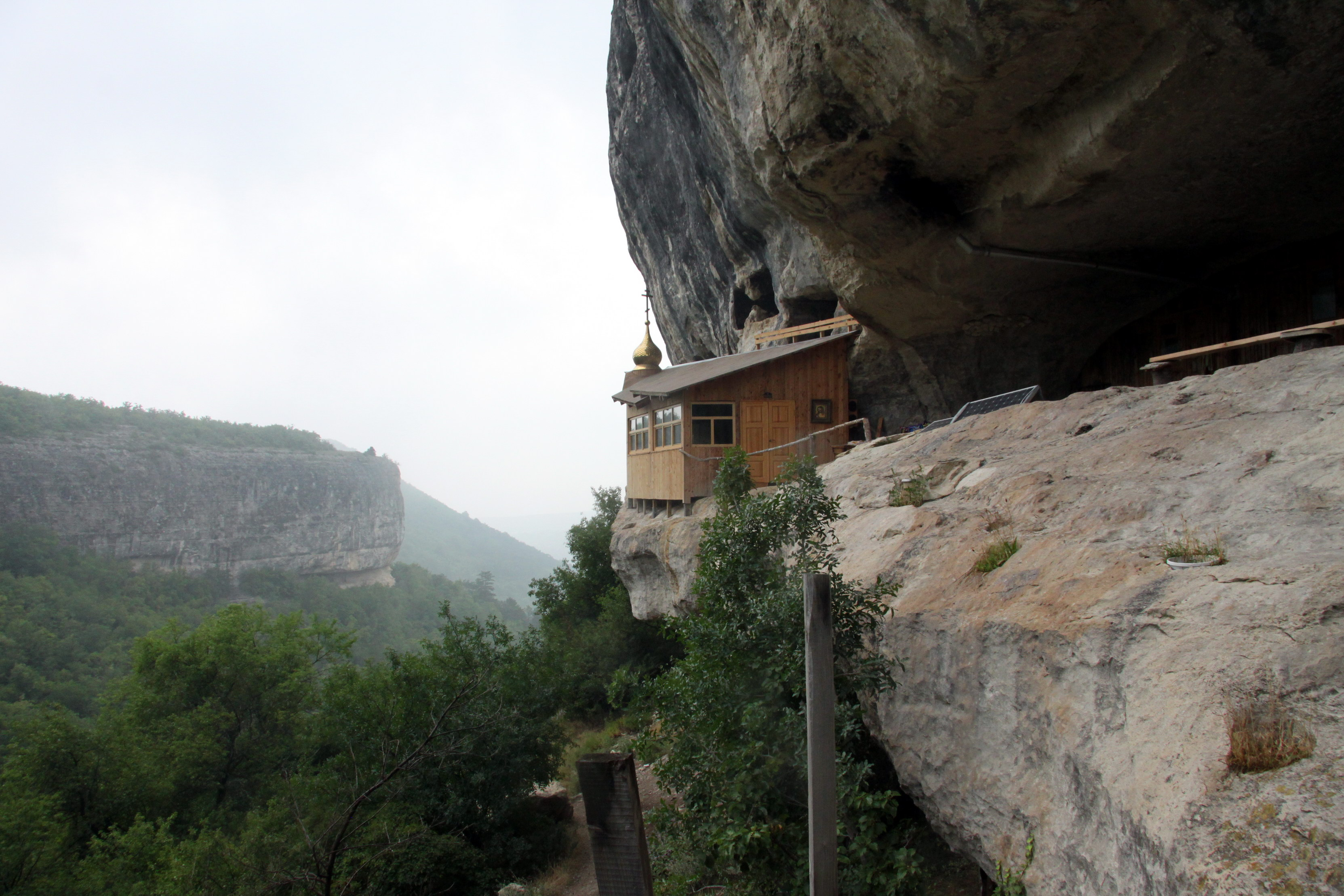
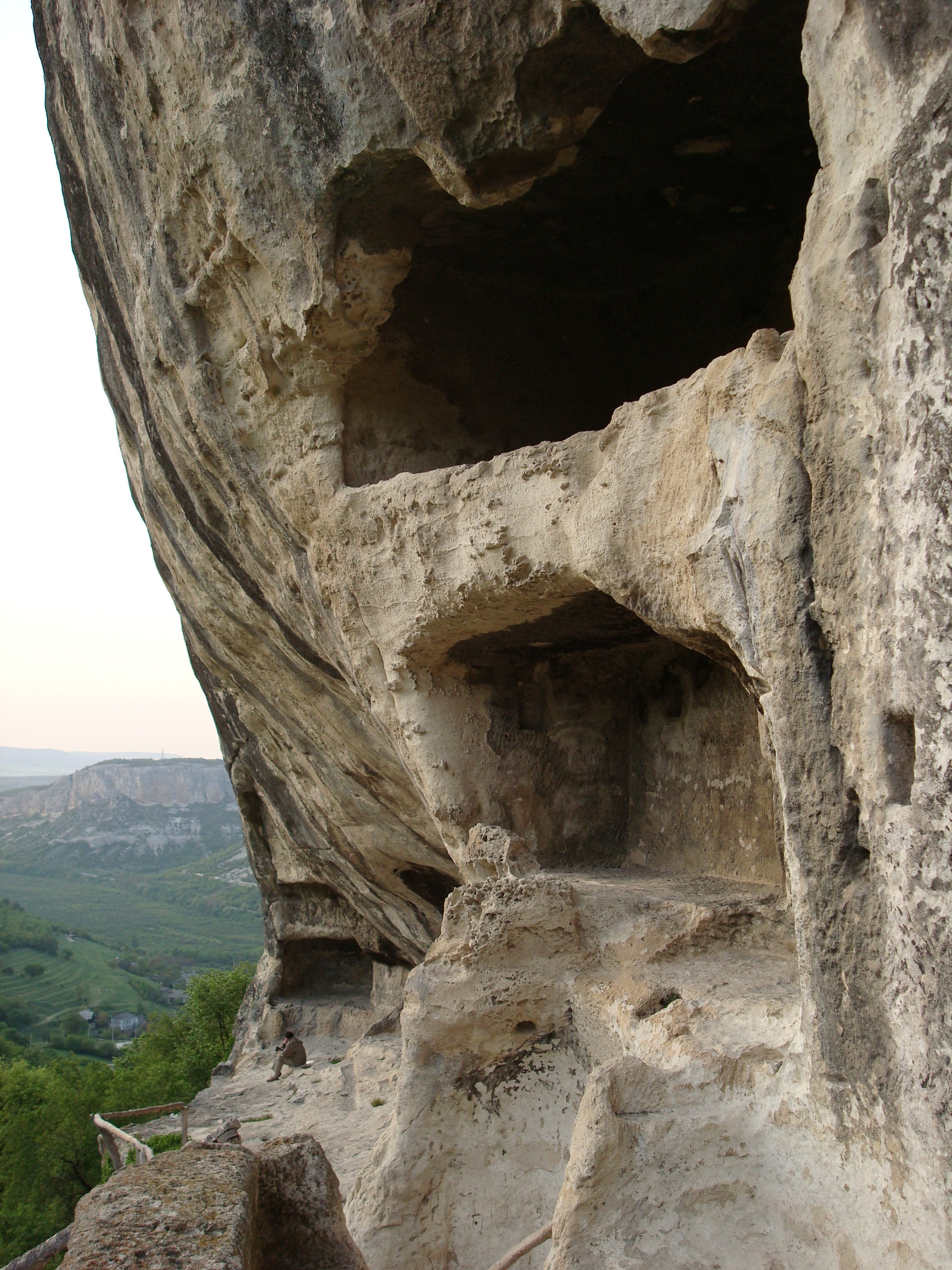
Остатки древних келий
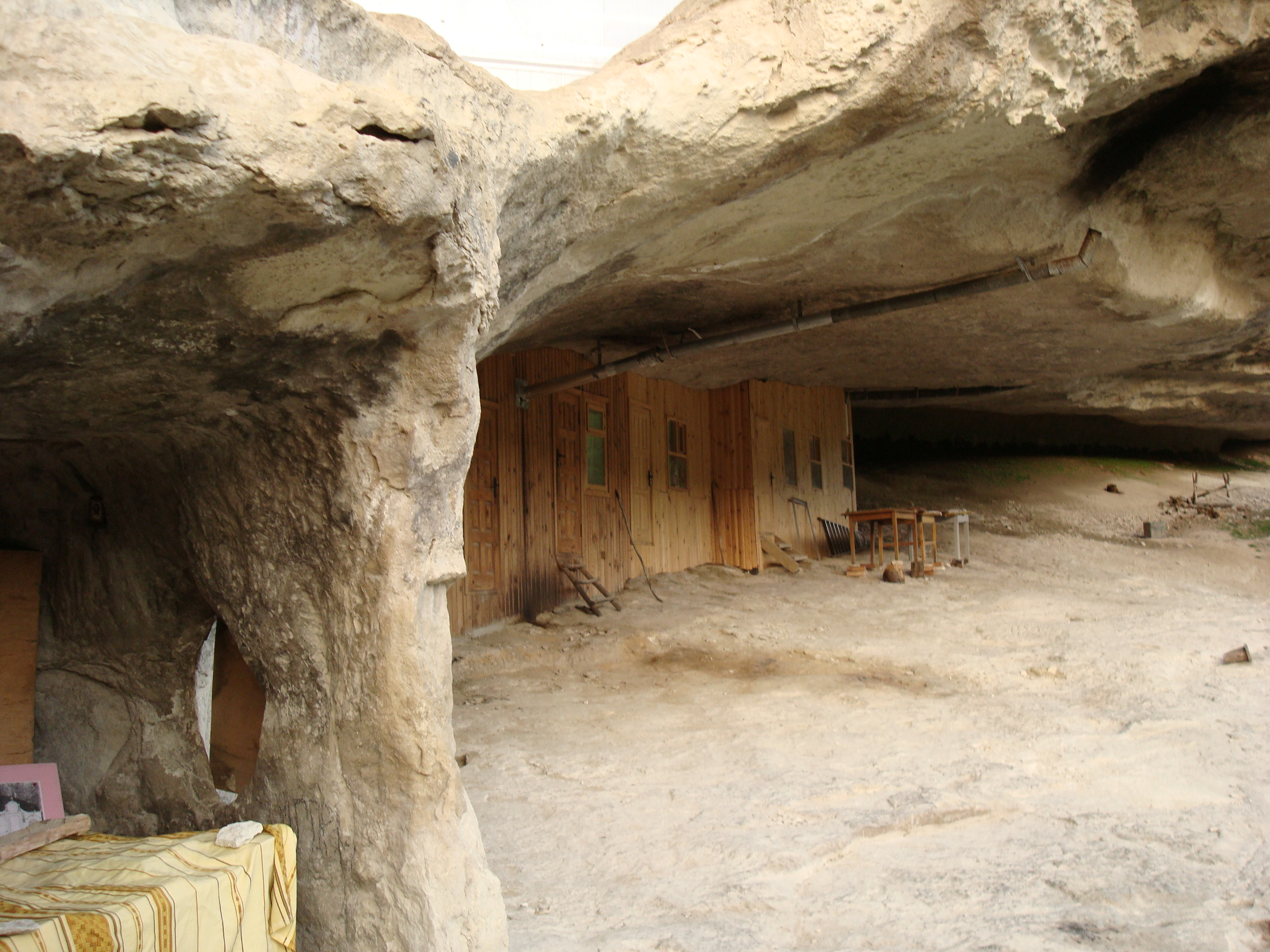
Восстановленные кельи